# Valbrembo
Valbrembo (lombardul: Albrèmb) település Olaszországban, Lombardia régióban, Bergamo megyében. Lakosainak száma 4304 fő (2023. január 1.). Valbrembo Mozzo, Brembate di Sopra, Ponte San Pietro, Almenno San Bartolomeo, Bergamo és Paladina községekkel határos.

## Népesség
A település lakossága az elmúlt években az alábbi módon változott:
| Lakosok száma | 4213 | 4280 | 4304 |
|               | 2017 | 2018 | 2023 |